# Le Protégé de madame Qing
 (avril 2022).
Pour plus de détails, voir Fiche technique et Distribution.
Le Protégé de madame Qing (男男女女, Nánnán nǚnǚ) est un film chinois réalisé par Liu Bingjian, sorti en 1999.

## Synopsis
Xia Bo arrive à Pékin pour chercher du travail. Qing Jie l'engage dans sa boutique de mode et lui présente sa meilleure amie, persuadés qu'ils feraient un beau couple. Mais Xia Bo ne semble pas intéressé et préfère la compagnie de son meilleur ami Chong Chong.

## Fiche technique
- Titre : Le Protégé de madame Qing
- Titre original : 男男女女 (Nánnán nǚnǚ)
- Réalisation : Liu Bingjian
- Scénario : Cui Zi'en et Liu Bingjian
- Photographie : Liu Jiang et Xu Jun
- Montage : Yi Ah
- Production : Li Jinliang
- Pays :  Chine
- Genre : Comédie dramatique
- Durée : 89 minutes
- Dates de sortie : 
  -  Argentine : 20 novembre 1999 (festival international du film de Mar del Plata)
  -  France : 18 octobre 2000

## Distribution
- Yang Qing : Qing Jie
- Yu Bo : Xiao Bo
- Zhang Kang : Da Kang
- Jiangang Wei : Chong Chong
- Cui Zi'en : Gui Gui
- Mengjie Yu : A Meng
- Hao Meng : Cui Cui
- Sheng Guang : Da Yang

## Distinctions
Le film a obtenu le prix FIPRESCI au festival international du film de Locarno et a été présenté en sélection officielle au festival international du film de Busan.